# Азербайджано-венгерские отношения
Азербайджано-венгерские отношения — двусторонние отношения Венгрии и Азербайджана в политической, экономической и иных сферах.
Азербайджан входит в Организацию тюркских государств, в то время как Венгрия является наблюдателем.

## Дипломатические отношения
Венгерская Республика признала независимость Азербайджанской Республики 26 декабря 1991 года.  Дипломатические отношения установлены 27 апреля 1992 года. 
Посольство Азербайджана в Венгрии открыто 1 сентября 2004 года. Посольство Венгрии в Азербайджане открыто 12 января 2009 года.
В парламенте Азербайджана действует двусторонняя рабочая группа по отношениям с Венгрией. Создана 8 апреля 2011 года. Руководитель группы — Али Гусейнли.
В Государственном собрании Венгрии действует рабочая группа по отношениям с Азербайджаном. Рабочая группа учреждена 26 марта 2007 года.
На февраль 2022 года между странами подписано 46 соглашений.

## Взаимные визиты

### Главы государств
4-5 декабря 1994 г. — рабочий визит президента Азербайджана Гейдара Алиева
18-19 февраля 2008 г. — Официальный визит Президента Азербайджана Ильхама Алиева
26-27 января 2009 года — Рабочий визит Президента Азербайджана Ильхама Алиева
10-12 ноября 2011 г. — визит Президента Венгрии Пала Шмитта
11-12 ноября 2014 года — Президент Азербайджана Ильхам Алиев посещает Венгрию.

### Главы правительств
7-8 июля 2008 г. — официальный визит премьер-министра Венгрии Ференца Дюрчани;
14 ноября 2008 г. — рабочий визит премьер-министра Ференца Дюрчани;
13-14 сентября 2010 г. — официальный визит премьер-министра Венгрии Виктора Орбана;
29 июня — 1 июля 2012 г. — официальный визит премьер-министра Венгрии Виктора Орбана.

### Главы парламента
15 июня 2007 г. — официальный визит Вице-спикера Милли Меджлиса В.Алескерова
5-7 сентября 2008 г. — официальный визит спикера парламента Венгрии Каталины Силин
7-9 декабря 2011 года — официальный визит Председателя Милли Меджлиса Огтая Асадова
5-8 июня 2012 г. — визит главы межпарламентской группы дружбы Венгрии Мартона Дьёндьёси
29 мая — 1 июня 2013 г. — визит главы межпарламентской группы дружбы Венгрии Мартона Дьёндьёси
14-15 июня 2013 года — визит рабочей группы по азербайджано-венгерским межпарламентским связям Хангусейна Казымли

### Министры
Февраль 1997 г. — Визит государственного секретаря МИД Венгрии И. Сент-Ивана
7-8 сентября 1998 г. — Визит Государственного секретаря МИД Венгрии К.Каби
03-24 апреля 2004 г. — визит заместителя госсекретаря Венгрии Ю.Бороса
22-24 января 2006 г. — Визит государственного секретаря МИД Венгрии по политическим вопросам А.Борсо
29 ноября-1 декабря 2006 г. — визит заместителя министра иностранных дел Х.Халафова
22-23 марта 2007 года — визит министра финансов Азербайджана С.Шарифова
17-19 мая 2007 г. — официальный визит министра иностранных дел Венгрии К.Конц
13-15 сентября 2007 года — визит министра промышленности и энергетики Азербайджана Н.Алиева
23-25 сентября 2007 г. — официальный визит министра труда и социальной защиты населения Азербайджана Ф.Алекбарова
22 ноября 2007 г. — визит министра экономики и транспорта Венгрии Ю. Коки
24-27 мая 2009 года — визит главы пограничной службы Азербайджана Э.Гулиева
2 марта 2010 г. — визит заместителя министра иностранных дел М.Мамед-Гулиева
11-12 марта 2010 года — визит министра образования Азербайджана М.Марданова
24-26 февраля 2011 г. — визит министра иностранных дел Венгрии Й.Немета
28 февраля — 2 марта 2011 г. — визит заместителя министра иностранных дел Х.Халафова
27-30 ноября 2011 года — визит председателя Государственного Фонда Социальной Защиты Азербайджанской Республики С.Муслимова
23-25 июля 2012 года — визит главы межправительственной комиссии между Азербайджаном и Венгрией, государственного секретаря Петера Шиярто
8-9 октября 2012 г. — рабочий визит министра экономического развития Шахина Мустафаева
12-14 марта 2013 г. — государственный секретарь Министерства сельского развития Дьюла Будай
7-8 апреля 2013 г. — Министр национального развития Жужа Немет, государственный секретарь национального развития В. Наги Вилмос, генеральный директор национальной авиации Ильдико Сакмари, старший советник Министерства национального развития Иштван Эреный (для участия в Мировом экономическом форуме))
17 мая 2013 г. — визит министра здравоохранения Азербайджанской Республики О.Ширалиева
8-9 ноября 2013 г. — визит министра связи и информационных технологий А.Аббасова
1-3 декабря 2013 г. — визит министра национального развития Жужи Немет
27-28 января 2014 года — визит главы межправительственной комиссии между Азербайджаном и Венгрией, государственного секретаря Питера Сиджарто
27-28 апреля 2014 г. — рабочий визит министра иностранных дел Э.Мамедъярова
3-4 ноября 2014 года — министр иностранных дел и торговли Венгрии Петер Шиярто посетил Азербайджан.

## Экономика
В 2021 году Венгрия экспортировала в Азербайджан лекарственные препараты.
Подписано соглашение о поставках в Венгрию 100 млн. м3 газа. Поставки начнутся в 4 квартале 2023 года.
5 июня 2024 года венгерская компания MVM Group приобрела у ГНКАР 5 % доли в месторождении Шах-Дениз.

### Товарооборот (тыс. долл)
| Год  | Экспорт Азербайджана | Импорт Азербайджана | Сумма товарооборота |
| ---- | -------------------- | ------------------- | ------------------- |
| 2020 | 1 071,67             | 37 737,49           | 38 809,16           |
| 2021 | 1 793,17             | 33 368,26           | 35 161,43           |
| 2022 | 2 322,76             | 45 076,92           | 47 399,68           |
| 2023 | 4 794,49             | 43 617,18           | 48 411,67           |
| 2024 | 7 512,23             | 54 829,77           | 62 342              |

## Образование
Азербайджан считается одним из наиболее перспективных рынков для венгерских университетов, стремящихся привлечь иностранных студентов. Ведущие университеты страны готовы предоставить азербайджанским студентам образование по таким специальностям, как международные отношения, менеджмент, медицина, сельское хозяйство, машиностроение, водоснабжение.
Возможность для обучения азербайджанских студентов в Венгрии создана соглашением о стипендиальной программе для студентов, которое подписано в 2012 году в Будапеште в рамках межправительственной комиссии по экономическому сотрудничеству. С 2015 года Венгрия примет 200 азербайджанских студентов в рамках этой программы, а венгерская сторона оплатит обучение, предоставит общежитие и предоставит студентам ежемесячную стипендию в размере около 40 460 венгерских форинтов (~ 125 евро).

## Культура
Действует Дом Азербайджана в Будапеште.
Действует соглашение о сотрудничестве по возобновлению прямых рейсов между Будапештом и Баку, соглашение о стипендии для 200 азербайджанских студентов и соглашения о спорте, молодежи и туризме.

## На уровне молодежи
6 декабря 2012 года венгерской и азербайджанской молодежью, работающими и обучающимися в Венгрии создан Венгеро-азербайджанский союз молодежи. Основная цель программы — общение молодых людей друг с другом.
Проводится проект Обучение в Венгрии Архивная копия от 1 июля 2019 на Wayback Machine, целью которого является информирование азербайджанской молодежи о возможностях обучения в Венгрии.
В рамках союза прошли дни туризма Азербайджана в Венгрии с 21 по 22 ноября 2014 года.

## Благотворительность
Азербайджан поддержит Венгерский институт слепых детей им. Ласло Баттиани. Институт, который будет построен частично из средств Азербайджана, заложен в Будапеште в январе 2014 года. Стоимость проекта составит 500 миллионов форинтов (1,67 миллиона евро), из которых 240 миллионов будут покрыты азербайджанским фондом.

## Города-побратимы
Шуша, Азербайджан —  Дьёндьёш, Венгрия;
Агдам, Азербайджан —  Тисавашвари, Венгрия.